# ماندي مور (مصممة رقص)
ماندي مور (بالإنجليزية: Mandy Moore)‏ هي مصممة رقص أمريكية، ولدت في 28 مارس 1976 في سانت لويس في الولايات المتحدة.

## روابط خارجية
- ماندي مور على موقع IMDb (الإنجليزية)
- ماندي مور على موقع ميتاكريتيك (الإنجليزية)
- ماندي مور على موقع قاعدة بيانات الفيلم (الإنجليزية)
- ماندي مور على موقع كينوبويسك (الروسية)